# Politique linguistique de l'Ukraine
La politique linguistique de l'Ukraine est fondée sur sa Constitution, les traités internationaux et la législation nationale. Selon l'article 10 de la Constitution, l'ukrainien est la langue officielle de l'Ukraine et l'État doit assurer le développement et le fonctionnement complets de la langue ukrainienne dans toutes les sphères de la vie sociale sur l'ensemble du territoire du pays. D'autres langues parlées en Ukraine bénéficient d'une protection constitutionnelle et le russe est reconnu comme la langue d'une minorité nationale.
La loi de 2012 sur les principes de la politique linguistique de l'État (uk) a accordé le statut de langue régionale au russe et à d'autres langues minoritaires. Il a permis l'utilisation des langues minoritaires dans les tribunaux, les écoles et d'autres institutions gouvernementales dans les régions de l'Ukraine où les minorités nationales dépassent 10% de la population. La loi de 2012 a été soutenue par le Parti des régions au pouvoir et contestée par les partis d'opposition, qui ont fait valoir que la loi sapait le rôle de la langue ukrainienne, violait l'article 10 de la Constitution et a été adoptée. avec une procédure irrégulière. Immédiatement après la révolution ukrainienne de 2014, le 23 février 2014, le Parlement ukrainien a voté l'abrogation de la loi. Cette décision a cependant été mise en attente le 3 mars 2014 par le président par intérim Oleksandr Tourtchynov. En octobre 2014, la Cour constitutionnelle a commencé à examiner la constitutionnalité de la loi de 2012 et l'a déclarée inconstitutionnelle le 28 février 2018.
En avril 2019, le parlement ukrainien a voté une nouvelle loi, la loi sur la protection du fonctionnement de la langue ukrainienne en tant que langue d'État » (en). La loi a rendu l'utilisation de l'ukrainien obligatoire (totalement ou dans des limites de quotas) dans plus de 30 sphères de la vie publique, y compris l'administration publique, le processus électoral, l'éducation, la science, la culture, les médias, la vie économique et sociale, les établissements de santé et de soins et les activités. des partis politiques. La loi ne réglementait pas la communication privée. Certaines dérogations ont été prévues pour les langues officielles de l'Union européenne et pour les langues minoritaires, à l'exclusion du russe, du biélorusse et du yiddish. La Commission de Venise et Human Rights Watch se sont dits préoccupés par l'incapacité de la loi de 2019 à protéger les droits linguistiques des minorités ukrainiennes.
À la suite de l'invasion de l'Ukraine par la Russie de 2022, le 19 juin, le parlement ukrainien a adopté deux lois imposant des restrictions aux livres et à la musique russes. Les nouvelles lois interdisent aux citoyens russes d'imprimer des livres à moins qu'ils n'acquièrent la nationalité ukrainienne, interdisent l'importation de livres imprimés en Russie, en Biélorussie et dans les territoires ukrainiens occupés, et interdisent la reproduction dans les médias et les transports publics de la musique jouée ou créée après 1991 par des citoyens russes, à moins que les musiciens ne soient inclus dans une « liste blanche » d'artistes qui ont publiquement condamné l'agression russe contre l'Ukraine.

## Aperçu

Pourcentage de locuteurs natifs du russe d'après le recensement ukrainien de 2001. Le russe était une langue régionale dans 13 oblasts (ombrées) avec 10% ou plus avant l'abrogation de la loi sur les langues de 2012.

Depuis la dislocation de l'Union soviétique et l'indépendance de l'Ukraine, la langue russe a décliné. En 2001, elle restait l'une des deux langues les plus utilisées pour les affaires, les procédures judiciaires, la science, l'art et de nombreuses autres sphères de la vie quotidienne. Selon le recensement de 2001, 67,5 % des citoyens ukrainiens considéraient l'ukrainien comme leur langue maternelle, le russe étant considéré comme la langue maternelle pour 29,6 % supplémentaires. Diverses autres langues constituaient les 2,9 % restants.

## Période soviétique
À l'époque soviétique, le statut de l'ukrainien a été légalement codifié en 1922, lorsque l'ukrainien et le russe ont été déclarés « d'importance nationale » et que les écoles ont été autorisées à les utiliser tous les deux dans l'enseignement ; ils n'ont jamais été adoptés comme langues officielles de l'Ukraine soviétique, mais avaient un statut formellement égal à celui de « langues généralement utilisées ». Dans la pratique, cependant, l'ukrainien était principalement une langue rurale et avait moins de prestige que le russe, qui était la langue de la société urbaine éduquée. Après une première phase d'engagement officiel en faveur de l'ukrainisation dans les années 1920 et au début des années 1930, l'ère soviétique a été marquée par une tendance croissante à la russification. En 1938, l'étude du russe a été rendue obligatoire et en 1958, l'étude de la langue maternelle a été rendue facultative. De 1959 à 1989, en moyenne 60 à 70 % de la population parlait ukrainien et 20 % parlait russe ; le yiddish était également largement parlé par la population juive en déclin (de 14 % en 1959 à 3,9 % en 1989).

## Loi de 1989 sur les langues
Le 28 octobre 1989, le Soviet suprême de la RSS d'Ukraine (en) a adopté la « loi des langues ». La langue ukrainienne a été déclarée seule langue officielle, tandis que les autres langues parlées en Ukraine se sont vu garantir une protection constitutionnelle. Le gouvernement était obligé de créer les conditions nécessaires au développement et à l'utilisation de la langue ukrainienne ainsi que des langues d'autres groupes ethniques, dont le russe. L'utilisation d'autres langues, ainsi que l'ukrainien, était autorisée dans les institutions locales situées dans les lieux de résidence de la majorité des citoyens des ethnies correspondantes. Les citoyens se voyaient garantir le droit d'utiliser leur langue maternelle ou toute autre langue et avaient le droit de s'adresser à diverses institutions et organisations en ukrainien, en russe ou dans une autre langue de leur travail, ou dans une langue acceptable pour les parties. Après l'indépendance de l'Ukraine et la dislocation de l'Union soviétique, la loi, avec quelques modifications mineures, est restée en vigueur dans l'État ukrainien indépendant.

## Constitution ukrainienne
La Constitution de l'Ukraine, adoptée par la Rada suprême d'Ukraine (Verkhovna Rada) le 28 juin 1996, stipule à l'article 10 : « La langue d'État de l'Ukraine est la langue ukrainienne. L'État assure le développement et le fonctionnement complets de la langue ukrainienne dans toutes les sphères de la vie sociale à travers l'ensemble du territoire ukrainien. En Ukraine, le libre développement, l'usage et la protection du russe et des autres langues des minorités nationales d'Ukraine sont garantis ».

## Loi sur les principes de la politique de la langue d'État de 2012
Le 7 février 2012, les membres de la Rada suprême d'Ukraine Serhii Kivalov et Vadym Kolesnychenko (tous deux du Parti des régions) ont déposé un projet de loi (communément appelé « projet de loi sur la langue Kolesnychenko-Kivalov »), qui aurait donné le statut de langue régionale au russe et à d'autres langues minoritaires. Il a permis l'utilisation des langues minoritaires dans les tribunaux, les écoles et d'autres institutions gouvernementales dans les régions de l'Ukraine où les minorités nationales dépassent 10 % de la population.
Les partisans du projet de loi de 2012 ont fait valoir qu'il aurait facilité la vie des Ukrainiens russophones. Les opposants craignaient que l'adoption du russe comme langue minoritaire ne se soit propagée rapidement, défiant l'ukrainien et provoquant des scissions entre l'est et l'ouest de l'Ukraine. Dans la pratique, le russe à l'époque était déjà largement utilisé dans les établissements officiels en Ukraine.
Lire en ligne

Projet de loi sur le site de la Rada suprême d'Ukraine

En mai 2012, Vadym Kolesnychenko, l'un des auteurs de la loi linguistique de 2012, a affirmé que la loi était soutenue par plusieurs organismes d'enseignement supérieur, des scientifiques et des ONG. Le 9 février 2013, le président russe Vladimir Poutine lui a décerné, ainsi qu'à un autre auteur de la loi sur la langue, Serhiy Kivalov, la médaille de Pouchkine pour leur « grande contribution à la préservation et à la promotion de la langue et de la culture russes à l'étranger ».
Certains disent alors que le projet de loi contredit la Constitution de l'Ukraine, viole le Code budgétaire et vise à anéantir la langue ukrainienne. Il a fait l'objet de critiques dans les conclusions des autorités de l'État et de leurs services : le Bureau principal d'experts scientifiques du Parlement ukrainien (23 mai 2012), la Commission parlementaire sur la culture et la spiritualité (23 septembre 2011), la Commission parlementaire sur le budget (3 novembre 2011), Ministère des finances (9 septembre 2011), Ministère de la justice (27 septembre 2011). Le projet de loi n'a pas non plus obtenu le soutien des institutions spécialisées de l'Académie nationale des sciences d'Ukraine : l'Institut de linguistique, l'Institut de la langue ukrainienne, l'Institut de recherches politiques et ethno-nationales, l'Institut de littérature Shevchenko, l'Institut d'État et de droit, le Fonds d'information linguistique ukrainien, l'Institut de philologie de l'Université de Kiev et l'Académie des sciences du lycée d'Ukraine.

## Avis adopté par la Commission de Venise
En décembre 2011, la Commission de Venise du Conseil de l'Europe a rendu un avis sur le projet de loi se demandant si l'usage parallèle de l'ukrainien et du russe était conforme à l'article 10 de la Constitution : « la question demeure de savoir si [... ] il y a des garanties suffisantes, dans le projet de loi actuel, pour la consolidation de la langue ukrainienne en tant que seule langue d'État, et du rôle qu'elle doit jouer dans la société ukrainienne multilinguistique ».
L'Ukrayinska Pravda a signalé que la Commission de Venise n'avait pas trouvé dans le projet de loi suffisamment de garanties pour la protection de la langue ukrainienne, et que la Commission était parvenue à la conclusion que le projet de loi n'était qu'un « outil de plus pour la campagne électorale » pour le Parti des Régions. Kolesnichenko, l'un des auteurs de la loi, a affirmé que l'avis était "généralement favorable », mais les opposants ont émis de vives critiques portant sur l'incapacité du texte de loi à protéger le rôle de l'ukrainien en tant que langue d'État.

## Bagarre au parlement
Avant le 24 mai 2012, des rumeurs circulaient selon lesquelles une révision de la législation sur les langues aurait lieu au parlement (la Verkhovna Rada) et que le secrétaire à la Sécurité nationale et à la Défense assisterait à la session. Quelque 1 000 manifestants se sont rassemblés juste devant le bâtiment de la Verkhovna Rada pour installer une autre ville de tentes. Les forces de l'ordre de l'État ont averti les manifestants de ne pas établir de ville de tentes.
Lors de la session du soir, l'opposition parlementaire de la Verkhovna Rada (Bloc Ioulia Timochenko et Notre Ukraine-Bloc d'autodéfense populaire) a bloqué la tribune principale du parlement alors que des représentants du Parti des régions entouraient le présidium. L'orateur a été contraint d'annoncer une pause dans la séance. Après la pause, le député Vyacheslav Kyrylenko a lu une déclaration de l'opposition unie de ne pas tenir d'audiences sur les questions linguistiques. Après que le projet de loi n ° 10154 « Sur la langue d'État de l'Ukraine » n'ait pas été adopté à l'ordre du jour quotidien, Kyrylenko a retiré son projet de loi n ° 9059 « Interdiction de restreindre la sphère d'utilisation de la langue ukrainienne » d'une révision, tandis que Kolesnichenko a fait une présentation sur son brouillon #9073. Le chef de la commission sur les questions de culture et de spiritualité Volodymyr Yavorivsky a révélé la décision de la commission de rejeter le projet de loi #9073 car c'était la décision de la majorité de la commission. Il a souligné le fait que le projet de loi introduira en fait une situation bilingue dans un certain nombre de régions. Cependant, après examen, le projet de loi a été soutenu par la majorité parlementaire qui a manifesté son soutien en adoptant deux langues d'État : l'ukrainien et le russe. La minorité parlementaire et le groupe de députés « Réformes pour l'avenir » sont restés opposés au projet de loi. Le président du Parlement, Volodymyr Lytvyn, a été contraint de clore à la hâte la session alors que la discussion se transformait en une autre bagarre, blessant certains parlementaires.
Le Parti des régions a publié une déclaration à la presse dans laquelle il accusait l'opposition d'entraver la promulgation d'un projet de loi qui protège certains droits constitutionnels de millions de citoyens ukrainiens. Le chef du Parti des Régions au parlement, Yefremov, a promis de réexaminer la question une fois que tout serait stable.

### Mise en œuvre
Le projet de loi a finalement été adopté par la Verkhovna Rada en deuxième lecture le 3 juillet 2012; il était soutenu par le Parti des régions , le Parti communiste d'Ukraine et le Bloc Lytvyn , tandis qu'il était fortement opposé par le Bloc Ioulia Timochenko et le Bloc d'autodéfense populaire de Notre Ukraine . Le projet de loi ne devait entrer en vigueur qu'après avoir été signé par le président ukrainien Viktor Ianoukovitch et le président du Parlement. Mais le président du Parlement Volodymyr Lytvyn a présenté sa démission le 4 juillet 2012. Cependant, la Verkhovna Rada a tenu à deux reprises des votes de confiance envers l'orateur et n'a pas accepté sa démission. Le 31 juillet, Lytvyn a signé la loi. Le projet de loi a été signé par le président Ianoukovitch le 8 août 2012. La loi est entrée en vigueur le 10 août 2012.
Depuis lors, diverses villes et régions ukrainiennes ont déclaré le russe langue régionale dans leurs juridictions, à savoir les municipalités d' Odessa, Kharkiv, Kherson, Mykolaïv, Zaporijia, Sébastopol, Dnipropetrovsk, Lougansk et Krasny Luch ; et les oblasts d'Odessa, Zaporijia, Donetsk, Kherson, Mykolaïv et Dnipropetrovsk. Le hongrois est devenu une langue régionale dans la ville de Berehove dans l'oblast de Transcarpatie, le moldave dans le village de Tarasivtsi (oblast de Tchernivtsi) et le roumain dans le village de Bila Tserkva ; également dans l'oblast de Transcarpatie. Dès lors, ces langues pourraient être utilisées dans le travail et les documents administratifs de la ville/oblast. En septembre 2012, aucun plan n'était prévu pour un tel bilinguisme à Kiev. Le président du Conseil suprême de Crimée, Volodomyr Konstantinov, a déclaré en mars 2013 que la loi d'août 2012 n'avait rien changé en Crimée.

### Tentative d'abrogation de la loi
Le 23 février 2014, le deuxième jour après la fuite de Viktor Ianoukovitch, alors qu'il était en session parlementaire, un député du parti Batkivshchyna, Vyacheslav Kyrylenko, a proposé d'inscrire à l'ordre du jour un projet de loi abrogeant la loi de 2012 « Sur les principes de la politique de la langue d'État ». La motion a été adoptée avec 86% des voix pour - 232 députés pour contre 37 contre contre le minimum requis de 226 voix sur 334. Le projet de loi fut inscrit à l'ordre du jour, immédiatement mis aux voix sans débat et approuvé avec les mêmes 232 voix pour. Le projet de loi aurait fait de l'ukrainien la seule langue d'État à tous les niveaux. Pourtant, toutes les langues minoritaires (y compris le russe) restent explicitement protégées par l'article 10 de la Constitution ukrainienne. L'abrogation ramènerait également en vigueur l'ancienne loi sur les langues, qui était en vigueur en Ukraine depuis 23 ans avant juillet 2012 et réglementait l'utilisation des langues minoritaires.
Cependant, la décision d'abroger la loi de 2012 « Sur les principes de la politique de la langue d'État » a provoqué des réactions négatives en Crimée et dans certaines régions du sud et de l'est de l'Ukraine. C'est devenu l'un des sujets des protestations contre le nouveau gouvernement approuvé par le parlement après la fuite de Viktor Ianoukovitch.
L'adoption du projet de loi d'abrogation a été accueillie avec regret par le Secrétaire général du Conseil de l'Europe. Le Haut-Commissaire de l'OSCE pour les minorités nationales s'est dit préoccupé par d'éventuels troubles supplémentaires. Il a également proposé de donner des conseils et de faciliter les discussions sur la nouvelle législation, déclarant que « nous devons éviter les erreurs commises la dernière fois [en 2012] lorsqu'une législation déséquilibrée a été adoptée sans un véritable dialogue à la Verkhovna Rada ». Le projet de loi a également été critiqué par l'ambassadeur aux droits de l'homme du ministère russe des Affaires étrangères. Les ministres des Affaires étrangères bulgare et roumain l'ont évalué comme un pas dans la mauvaise direction, et le ministre grec des Affaires étrangères a exprimé sa déception. Le ministère hongrois des Affaires étrangères a exprimé de sérieuses inquiétudes, notant que la décision « pourrait remettre en cause l'engagement de la nouvelle administration ukrainienne envers la démocratie ». Le ministre polonais des Affaires étrangères a qualifié cela d'erreur. Selon Uilleam Blacker écrivant pour openDemocracy, le projet de loi d'abrogation ne contenait aucune menace spécifique pour la langue russe.
Après avoir ordonné d'urgence à un groupe de travail de rédiger une loi de remplacement le 27 février, le président par intérim Oleksandr Turchynov a déclaré le 3 mars qu'il ne signerait pas le projet de loi d'abrogation tant qu'une loi de remplacement n'aurait pas été adoptée pour « tenir compte des intérêts de l'est et de l'ouest de l'Ukraine et de tous les groupes ethniques et minorités ». Depuis lors, le projet de loi d'abrogation n'a pas été signé ni opposé de veto par le Président, et son statut est longtemps resté « prêt à être signé ».
Le 7 avril 2014, la dirigeante de Batkivshchyna, Ioulia Timochenko, a déclaré qu'elle soutenait la loi linguistique de 2012. Le 3 novembre 2014, le président nouvellement élu Petro Porochenko a déclaré que la politique linguistique en Ukraine serait modifiée.

### Loi déclarée inconstitutionnelle
Le 10 juillet 2014, 57 députés parlementaires ont fait appel devant la Cour constitutionnelle d'Ukraine pour qu'elle révise la loi de 2012 « Sur les principes de la politique de la langue d'État ». Le 10 octobre 2014, le tribunal a ouvert la procédure sur la constitutionnalité de la loi. Le 14 décembre 2016, la Cour constitutionnelle a mis fin à la procédure orale et, le 13 janvier 2017, est passée à la phase fermée du procès. Le 28 février 2018, la Cour constitutionnelle d'Ukraine a déclaré la loi inconstitutionnelle.

## «Loi de décommunisation» de 2015
En avril 2015, la Verkhovna Rada a adopté une loi interdisant la propagande et les symboles communistes et nazis. Les noms de villes, de villages, de rues et de places qui faisaient référence à des slogans et à des dirigeants communistes tombaient sous le coup de l'interdiction et devaient être modifiés. Selon Volodymyr Viatrovych, qui avait inspiré la loi, en octobre 2016, la toponymie de l'Ukraine avait subi un processus complet de décommunisation, y compris dans la région du Donbass. L'ancien Dnipropetrovsk est devenu Dnipro et Kirovohrad est devenu Kropyvnytskyi.
La dé-russification de la toponymie ukrainienne impliquait également la suppression des chemins de fer et des aéroports de tout panneau d'information rédigé en russe ; depuis décembre 2016, toutes les informations devaient être fournies uniquement en ukrainien et en anglais. Des cours gratuits d'ukrainien pour les fonctionnaires travaillant dans l'administration régionale de Donetsk ont été organisés et, à partir de janvier 2017, l'ukrainien est devenu la seule langue de communication officielle et interpersonnelle dans les institutions publiques.

## Quotas de langue ukrainienne dans la radiodiffusion de 2016
En juin 2016, une nouvelle loi a été promulguée obligeant les stations de radio ukrainiennes à diffuser chaque jour un quota de chansons en ukrainien. Au moins un quart de la liste de lecture quotidienne d'une station de radio devait désormais être en ukrainien, passant à 30 % en 12 mois et à 35 % un an plus tard. La loi obligeait également les diffuseurs de télévision et de radio à s'assurer qu'au moins 60 % des programmes tels que les actualités et les analyses soient en ukrainien. La loi est entrée en vigueur le 9 novembre, jour de la Journée nationale de la langue et de l'alphabétisation ukrainiennes. Le président Petro Porochenko a salué la loi appelant les gens à partager leur chanson ukrainienne préférée sur les réseaux sociaux, tandis que le Bloc de l'opposition pro-russe a critiqué la loi et a déclaré que les gens avaient le droit de décider eux-mêmes quoi écouter, et dans quel langue. Selon The Economist, l'adoption d'une loi rétrogradant le russe en Ukraine aurait pu contribuer à « déclencher la guerre dans ce pays ; Vladimir Poutine l'a utilisé comme preuve que les nationalistes ukrainiens sont déterminés à y anéantir la culture russe ».
En mai 2017, la Verkhovna Rada a promulgué une loi analogue prescrivant un quota de 75 % de langue ukrainienne dans toutes les chaînes de télévision opérant en Ukraine.

## Loi sur l'éducation de 2017
La loi ukrainienne sur l'éducation de 2017 a fait de l'ukrainien la langue d'étude obligatoire dans les écoles publiques à partir de la cinquième année, c'est-à-dire aux niveaux secondaire de base et secondaire supérieur, bien qu'elle autorise l'enseignement d'autres langues en tant que matière distincte, à mettre en place progressivement en 2023. L'éducation dans les langues minoritaires à la maternelle et à l'école primaire est restée inchangée, mais au niveau secondaire, les élèves ne pouvaient apprendre que leur langue maternelle en tant que matière distincte. De plus, à partir de la cinquième année, deux matières ou plus pourraient être enseignées dans l'une des langues de l'Union européenne, qui comprennent des langues minoritaires telles que le hongrois, le polonais et le roumain, mais pas le biélorusse, le yiddish et le russe.
La loi sur l'éducation de 2017 a provoqué de vives réactions en Hongrie, en Roumanie, en Russie, en Pologne, en Bulgarie et dans d'autres pays. Le parlement roumain a adopté une motion condamnant la loi et avertissant que l'Ukraine ne pouvait pas progresser vers l'intégration à l'UE sans respecter les droits linguistiques des minorités nationales. La Douma et le Conseil de la fédération de Russie ont également adopté une résolution déplorant la violation des droits linguistiques de la minorité russophone en Ukraine. Les relations Hongrie-Ukraine se sont rapidement détériorées sur la question de la minorité hongroise en Ukraine, la loi sur l'éducation étant accusée d'être nationaliste et inutilement provocatrice. Le président ukrainien Petro Porochenko a défendu la loi, affirmant que « la loi garantit l'égalité des chances pour tous ... Elle garantit à chaque diplômé de solides compétences linguistiques essentielles pour une carrière réussie en Ukraine ».
Le 7 décembre 2017, la Commission européenne pour la démocratie par le droit (Commission de Venise) a déclaré que la critique de la loi semblait justifiée, car le passage à un enseignement secondaire entièrement ukrainien pourrait porter atteinte aux droits des minorités ethniques. De plus, selon la Commission de Venise, autoriser l'enseignement de certaines matières dans les langues officielles de l'Union européenne pourrait constituer une discrimination à l'encontre des locuteurs du russe, la langue non étatique la plus largement utilisée. La Commission de Venise a formulé sept recommandations au gouvernement ukrainien pour amender la loi ; selon le nouveau président ukrainien Volodymyr Zelensky, l'Ukraine a mis en œuvre six de ces sept recommandations en 2019.

## Oblast de Lviv
En septembre 2018, le Conseil de l'oblast de Lviv
a interdit l'utilisation publique des produits culturels en langue russe (films, livres, chansons, etc.) dans tout l'oblast de Lviv jusqu'à la cessation complète de l'occupation du territoire ukrainien. Les militants des droits de l'homme et les avocats ont qualifié la loi de mal définie, d'illégale et d'inconstitutionnelle. La décision du Conseil régional de Lviv a été contestée avec succès devant un tribunal administratif, entre autres par le groupe des droits de l'homme de Chuhuiv, mais le 14 mai 2019, le jugement du tribunal administratif a été annulé pour des raisons techniques par la chambre de cassation de la Cour suprême d'Ukraine. Le Chuhuiv Human Rights Group a annoncé qu'il intenterait une action en justice devant la Cour européenne des droits de l'homme contre l'interdiction. L'interdiction a été annulée en janvier 2019 par un tribunal.

## Loi sur la protection du fonctionnement de la langue ukrainienne en tant que langue d'État de 2019
La loi « Sur la protection du fonctionnement de la langue ukrainienne en tant que langue d'État » a rendu l'utilisation de l'ukrainien obligatoire (totalement ou dans certains quotas) dans le travail de certaines autorités publiques, dans les procédures électorales et les campagnes politiques, à l'école maternelle, l'enseignement scolaire et universitaire, dans les activités scientifiques, culturelles et sportives, dans l'édition et la distribution de livres, dans les médias imprimés, la télévision et la radio, dans la vie économique et sociale (publicité commerciale, événements publics), dans les hôpitaux et les maisons de retraite, et dans les activités des partis politiques et autres entités juridiques (par exemple, les organisations non gouvernementales) enregistrés en Ukraine. Certaines exemptions spéciales sont prévues pour la langue tatare de Crimée, d'autres langues des peuples autochtones d'Ukraine, l'anglais et les autres langues officielles de l'Union européenne ; en tant que langues de minorités qui ne sont pas des langues officielles de l'UE, le russe, le biélorusse et le yiddish sont exclus des exemptions.

### Premier vote
Le 4 octobre 2018, la Verkhovna Rada a voté avec une majorité de 261 députés en première lecture une nouvelle loi sur la langue (projet de loi n. 5670-d, « Sur la protection du fonctionnement de la langue ukrainienne en tant que langue d'État »). Par la suite, le projet de loi « a été préparé pour la deuxième lecture pendant environ quatre mois. Pendant ce temps, le comité de la Verkhovna Rada sur la culture et la spiritualité a élaboré plus de 2 000 amendements au document qui ont été proposés par les députés du peuple. En particulier, le document propose de créer le commission nationale sur les normes de la langue d'État et l'introduction du poste de commissaire à la protection de la langue d'État. Les législateurs ont commencé à examiner le document en deuxième lecture le 28 février. La Verkhovna Rada a continué d'examiner les amendements au projet de loi en mars 12-15 [2019] ». Le Conseil de l'Europe a demandé à la Verkhovna Rada de reporter l'adoption du projet de loi jusqu'à la période post-électorale.
Deuxième vote et signature
Le 25 avril 2019, le parlement ukrainien a adopté la loi. Le patriarche Philarète de Kiev et l'ancien président ukrainien Viktor Iouchtchenko étaient présents au parlement lors du vote. Le même jour, des membres pro-russes du Parlement ukrainien ont empêché le président, Andriy Paroubiy, de la signer en présentant deux projets de résolution visant à abroger la loi. « Si le Parlement n'[a] pas soutenu ces résolutions, [le président du Parlement] Andriy Parubiy a [eu] le droit de signer la loi et de la transmettre au président de l'Ukraine pour qu'il la signe. » Au total, quatre appels pour annuler la loi ont été déposés, et il était prévu que le parlement voterait sur ceux-ci le 14 mai 2019. Parubiy a déclaré qu'après que le parlement aura rejeté ces appels, il signera la loi et que le président ukrainien la signera « sans délai ».
Ensuite, le président Petro Porochenko a qualifié l'adoption de la loi par le parlement ukrainien de « décision historique » et a déclaré qu'il signerait la loi dès qu'il la recevrait du parlement. Petro Porochenko a également déclaré que la loi « n'aurait pas été approuvée sans Andriy Parubiy ».
Petro Porochenko montrant la loi signée. Le président du parlement ukrainien Andriy Parubiy est à gauche.
Le président du Parlement, Andriy Parubiy, a signé la loi le 14 mai 2019, après les quatre projets de loi visant à annuler le projet de loi n. 5670-d ont été rejetés par le parlement. Andriy Parubiy a déclaré que la loi « sera signée par le président de l'Ukraine dans les heures ou les jours à venir ». Le 15 mai 2019, le président Petro Porochenko, au cours de sa dernière semaine au pouvoir, a signé la loi.
Le 21 juin 2019, la Cour constitutionnelle a reçu une requête de 51 membres du Parlement ukrainien demandant que la constitutionnalité de la loi soit vérifiée. Le 14 juillet 2021, la Cour constitutionnelle a déclaré la loi constitutionnelle.

### Analyse
La loi réglemente la langue ukrainienne dans les médias, l'éducation et les affaires visant à renforcer son rôle dans un pays où une grande partie du public parle encore le russe. La loi ne s'applique pas à la sphère des communications privées et à la conduite des rites religieux.
La loi exige que chaque citoyen maîtrise l'ukrainien et interdit l'accès aux « postes de l'État » (membres du parlement, fonctionnaires, etc.) si leur connaissance de l'ukrainien est insuffisante. L'ukrainien est la langue de travail des autorités centrales et locales. En principe, toutes les autorités publiques n'acceptent d'examiner que les documents et les demandes rédigés en ukrainien, et leurs règlements et actes d'exécution individuels sont rédigés en ukrainien.
La loi exige que les élections et les référendums se déroulent en ukrainien et stipule que tout le matériel de campagne « diffusé à la télévision, à la radio, placé sur des supports publicitaires extérieurs, distribué sous forme de tracts et de journaux ou affiché sur Internet » doit être en ukrainien. Les partis politiques et les organisations non gouvernementales enregistrés en Ukraine sont tenus d'adopter leurs « actes constitutifs et décisions » en ukrainien et d'utiliser l'ukrainien dans leurs relations avec les pouvoirs publics.
Les membres des minorités nationales ont le droit de recevoir uniquement un enseignement préscolaire et primaire dans leur propre langue. Quant à l'enseignement secondaire, ils ont le droit d'étudier leur propre langue comme matière, tandis qu'une ou plusieurs autres matières peuvent être enseignées en anglais ou dans l'une des langues officielles de l'Union européenne. Les membres des minorités nationales qui ne parlent pas une langue officielle de l'UE (Biélorusses, Gagaouzes, Juifs et Russes (en)) ne peuvent étudier leur langue au niveau secondaire qu'en tant que matière.
Les publications scientifiques et les événements scientifiques publics ne peuvent être rédigés qu'en ukrainien, en anglais ou dans une autre langue officielle de l'UE, ainsi que tous les événements culturels, artistiques, récréatifs et de divertissement, à moins que l'utilisation d'autres langues ne soit justifiée pour des raisons artistiques ou dans le but de protéger les langues minoritaires. Les maisons d'édition sont tenues d'imprimer et les librairies sont tenues de vendre au moins 50 % de leurs livres en ukrainien. Les entreprises de distribution de télévision et de films doivent s'assurer que 90 % de leur contenu est en ukrainien. La publication de médias imprimés dans des langues autres que l'ukrainien n'est autorisée qu'à la condition qu'ils soient accompagnés d'une traduction ukrainienne, qui doit être identique en taille, format et substance. Les exceptions sont les médias publiés en tatar de Crimée ou dans d'autres langues autochtones (minorités qui n'ont pas d'État-parent, telles que les minorités karaïte et krimchak) et ceux publiés en anglais ou dans d'autres langues officielles de l'UE. Les films produits en Ukraine doivent être en ukrainien et les films étrangers doivent être doublés en ukrainien à moins qu'ils ne satisfassent à certaines normes établies par les autorités ukrainiennes.
Toutes les informations accessibles au public, telles que les publicités, les panneaux directionnels, les pointeurs, les panneaux, les messages, les légendes, doivent être en ukrainien. L'ukrainien est la langue des « événements publics » au sens large qui sont organisés ou financés, en tout ou en partie, par toute autorité gouvernementale publique. Une autre langue peut être utilisée, mais l'organisateur doit fournir une traduction simultanée ou consécutive en ukrainien « si demandé par au moins un participant à cet événement public ».
L'utilisation de l'ukrainien est également obligatoire dans le domaine des soins de santé, des soins médicaux et des services médicaux, mais à la demande de l'utilisateur du service, le service peut être fourni dans une autre langue acceptable pour les parties.
Des sanctions pécuniaires administratives sont appliquées à la suite de violations de la loi.
Contrairement aux langues minoritaires qui sont des langues officielles de l'Union européenne, le russe, le biélorusse et le yiddish ne bénéficient d'aucune exemption aux fins de la loi.

### Réactions
Le 26 avril 2019, le ministre hongrois des Affaires étrangères, Péter Szijjártó, a déclaré que la loi était « inacceptable » et « fait partie de la politique anti-hongroise de Porochenko ».
Le 30 avril 2019, la Commission européenne a déclaré qu'elle étudierait et donnerait son évaluation de la loi. Le 22 mai 2019, le président de la commission de suivi de l'Assemblée parlementaire du Conseil de l'Europe a demandé à la Commission de Venise d'analyser la loi. Le 1er juin 2019, le HCDH s'est dit préoccupé par l'absence de législation spéciale réglementant l'utilisation des langues minoritaires en Ukraine et a critiqué la distinction entre les minorités parlant une langue officielle de l'Union européenne et les autres minorités nationales.
En décembre 2019, la Commission de Venise a déclaré que plusieurs dispositions de la loi ne parvenaient pas à trouver un juste équilibre entre la promotion de la langue ukrainienne et la sauvegarde des droits linguistiques des minorités.
En mai 2019, le tribunal administratif du district de Kiev a rejeté la demande d'une ONG visant à interdire au président de la Verkhovna Rada, Andriy Parubiy, de signer et de publier la loi.
La Russie a demandé au président du Conseil de sécurité des Nations unies de convoquer une réunion sur l'adoption de la loi par le parlement ukrainien.
En janvier 2022, Human Rights Watch a exprimé des inquiétudes concernant la protection des langues minoritaires.

## Restriction sur les livres et la musique russes de 2022
Le 19 juin 2022, le parlement ukrainien a adopté deux lois qui imposent de sévères restrictions aux livres et à la musique russes. Une loi interdit aux citoyens russes d'imprimer des livres à moins qu'ils ne renoncent à leur passeport russe et qu'ils n'acquièrent la nationalité ukrainienne. La loi interdit également l'importation de livres imprimés en Russie, en Biélorussie et dans les territoires ukrainiens occupés, et exige une autorisation spéciale pour l'importation de livres russes en provenance d'autres pays. L'autre loi interdit la diffusion de musique par les artistes de l'ère post-soviétique dans les médias et les transports publics et augmente les quotas de contenu vocal et musical ukrainien dans les émissions de télévision et de radio.
Le 7 juillet, le président Volodymyr Zelenskyy a signé la loi restreignant l'exécution publique de musique russe à la télévision et à la radio, et le 7 octobre, la loi est entrée en vigueur. La loi autorise la diffusion de musique russe post-soviétique si le musicien figure sur une "liste blanche" d'artistes qui ont publiquement condamné l'agression russe contre l'Ukraine. Le Service de sécurité de l'Ukraine est compétent pour décider de l'inscription et de l'exclusion de la liste.